# Hannes Flaschberger
Hannes Flaschberger, auch Johannes Flaschberger (geboren 1952 in Hermagor) ist ein österreichischer Schauspieler.

## Leben
Er absolvierte seine Ausbildung zum Pantomimen bei Marcel Marceau in Paris an der École Internationale de Mimodrame und in Barcelona am Institut del Teatre sowie eine Schauspielausbildung bei Philippe Gaulier in Paris. Erste Engagements führten ihn u. a. ans Schauspielhaus Wien (The Sound of Music), ans Wiener Volkstheater in den Bezirken (Molly Sweeny), ans Theater in der Drachengasse in Wien (Top Dogs), zum Klagenfurter Ensemble (Das Spitzweg Projekt) und zur Theater Gruppe 80 (Zur schönen Aussicht).
Seit 1993 arbeitet er regelmäßig in London mit dem Théâtre de Complicité von Simon McBurney zusammen. Mit Othello der Royal Shakespeare Company tourte er durch England, in der Produktion von Hidekis Red Dämon Akaoni war er am Young Vic in London und am Theater Bunkamura in Tokyo zu sehen. In London spielte er außerdem am Albery Theatre in der Junk-Oper Shockheaded Peter von Phelim McDermott, Julian Crouch und Martyn Jaques, sowie am National Theatre in Brechts Mutter Courage und ihre Kinder und am Arcola Theatre in Snoo Wilsons Reclining Nude with Black Stockings. Am Stadttheater Klagenfurt übernahm er eine Hauptrolle in Jonkes Versunkener Kathedrale, Regie führte Dominique Schnitzer. Bei den Salzburger Festspielen spielte er von 2013 bis 2018 den Dünnen Vetter im Jedermann.
Neben seinen Bühnenauftritten war Flaschberger auch regelmäßig in Film und Fernsehen zu sehen; u. a. in der Krimiserie Der Bulle von Tölz, sowie in den  Spielfilmen Ludwig van B. – Meine unsterbliche Geliebte (Regie: Bernard Rose) und in Bridget Jones – Am Rande des Wahnsinns (Regie: Beeban Kidron).

## Filmografie (Auswahl)
- 2020: Landkrimi – Waidmannsdank (Fernsehreihe)

## Produktionen mit dem Théâtre de Complicité
- 1994 The Three Lives of Lucy Cabrol
- 1999 Mnemonic
- 2004 Maß für Maß
- 2010 Hundeherz
- 2011 Der Meister und Margarita, auch bei den Wiener Festwochen 2012